# Proglašenje nestale osobe umrlom
Proglašenje nestale osobe umrlom pravni je postupak kojim se osoba proglašava umrlom iako ne postoji izravan dokaz koji bi potvrdio njezinu smrt. 
U Republici Hrvatskoj proglašenje nestale osobe umrlom uređeno je Zakonom o proglašenju nestalih osoba umrlima i dokazivanju smrti. Sud će u izvanparničnom postupku proglasiti osobu umrlom ako:
- o njezinom životu u posljednjih pet godina od postavljanja zahtjeva sudu nije bilo nikakvih vijesti, a od njezinog rođenja proteklo je 60 godina;
- o njezinom životu životu nije bilo nikakvih vijesti posljednjih pet godina, a postoji vjerojatnost da više nije živa;
- je nestala u brodolomu, zrakoplovnoj ili drugoj prometnoj nesreći, požaru, poplavi, lavini, potresu ili u kakvoj drugoj neposrednoj smrtnoj opasnosti, a o njezinom životu nije bilo nikakvih vijesti šest mjeseci od dana prestanka opasnosti;
- je nestala tijekom rata u vezi s ratnim događajima, a o njezinom životu nije bilo nikakvih vijesti godinu dana od dana prestanka neprijateljstava.

Proglašenje nestale osobe umrlom može predložiti svaka osoba koja za to ima pravni interes i državni odvjetnik.

## Poveznica
- Statusno pravo